# Chrysosoma interruptum
Chrysosoma interruptum är en tvåvingeart som beskrevs av Becker 1922. Chrysosoma interruptum ingår i släktet Chrysosoma och familjen styltflugor. Inga underarter finns listade i Catalogue of Life.